# A bűn hálójában (film, 2011)
A bűn hálójában (Haywire) 2011-es amerikai bűnügyi akció-thriller, melyet Steven Soderbergh rendezett. A film főbb szerepeiben Gina Carano, Michael Fassbender, Ewan McGregor, Bill Paxton, Channing Tatum, Antonio Banderas és Michael Douglas látható.

## Története
Mallory (Gina Carano) egy olyan biztonsági cégnek dolgozik ügynökként, mely az Amerikai Egyesült Államok kormányának megbízásából hajt végre kockázatos feladatokat az egész világon. Legutóbbi feladatának elvégzése után a nőt gyilkossággal vádolják meg, és bérgyilkosokat küldenek a nyomába. Mallory, miközben országhatárokon keresztül az életéért menekül, rádöbben, hogy árulás áldozata lett. Hogy életben maradjon, tisztázza nevét a vádak alól, továbbá leleplezze az őt eláruló személyt, az ügynök bonyolult és kockázatos tervet eszel ki.

## Szereplők
| Színész              | Szerep       | Magyar hang    |
| -------------------- | ------------ | -------------- |
| Gina Carano          | Mallory Kane | Peller Anna    |
| Michael Fassbender   | Paul         | Seder Gábor    |
| Ewan McGregor        | Kenneth      | Anger Zsolt    |
| Bill Paxton          | John Kane    | Rosta Sándor   |
| Channing Tatum       | Aaron        | Dévai Balázs   |
| Antonio Banderas     | Rodrigo      | Galambos Péter |
| Michael Douglas      | Alex Coblenz | Dörner György  |
| Michael Angarano     | Scott        | Előd Botond    |
| Mathieu Kassovitz    | Studer       | Juhász György  |
| Eddie J. Fernandez   | Barroso      |                |
| Anthony Brandon Wong | Jiang        |                |
| Tim Connolly         | Jason        |                |
| Maximino Arciniega   | Gomez        |                |
| Aaron Cohen          | Jamie        |                |
| Natascha Berg        | Liliana      |                |

## DVD megjelenés
A bűn hálójában 2012. május 1-jén jelent meg DVD-n és BluRay-en az Amerikai Egyesült Államokban. Magyarországon 2012 július 4-én adták ki.